# Сфагнум бурый
Сфагнум бурый (лат. Sphagnum fuscum) — вид мхов рода Сфагнум семейства Сфагновые. Включён в секцию Acutifolia Wilson, 1855.

## Описание
Бурый (реже — цвета «хаки») мох мелкого или среднего размера, образующий плотные подушковидные дерновинки. Стебель тонкий, склеродермис всегда бурый. Мужские веточки сходны с вегетативными. Стеблевые листья до 1,2 мм длиной, языковидные, с закругленной верхушкой. Веточные листья до 1,3 мм длиной, плотно прилегающие, яйцевидно-ланцетные. Хлорофиллоносные клетки на срезе треугольные или трапециевидные.

## Ареал и экология
Тундровый и таежный вид Северного полушария, южнее встречается спорадически. В более южных регионах встречается единично как на олиготрофных участках, так и на кочках минеротрофных болот.
Произрастает обычно сплошным ковром по кочкам, буграм или грядам олиготрофных болот.

## Охрана
Вид указан в красных книгах следующих административных субъектов: Курская область (2002, 2013, 2017, РФ), Республика Мордовия (2003, РФ), Республика Татарстан (1995, 2016, РФ), Тульская область (2010, 2020, РФ), Ульяновская область (2015, РФ), Республика Чувашия (2019, РФ), Волынская область (2009, Украина), Донецкая область (2010, Украина), Киевская область (2012, Украина), Донецкая Народная Республика (2020).

## Значение
Является одним из важнейших торфообразователей на верховых болотах в таёжной, лесотундровой и тундровой зонах Евразии.